# Federica de Wurtemberg

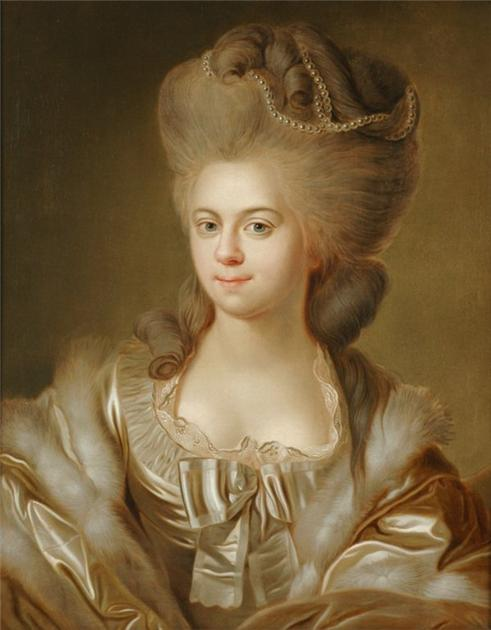
Federica de Wurtemberg.

Federica Isabel Amalia Augusta de Wurtemberg (en alemán, Friederike Elisabeth Amalie Auguste von Württemberg; Trzebiatów, 27 de julio de 1765-Eutin, 24 de noviembre de 1785) fue una duquesa de Wurtemberg y posteriormente la esposa de Pedro Federico Luis, príncipe de Holstein-Gottorp, futuro gran duque Pedro I de Oldemburgo.

## Biografía
Era el séptimo hijo del duque Federico II Eugenio de Wurtemberg y la princesa Federica de Brandeburgo-Schwedt. 
A los 15 años de edad, Federica se casó el 26 de junio de 1781 con Pedro Federico Luis, príncipe de Holstein-Gottorp. El matrimonio estaba destinado a fortalecer las relaciones entre Rusia y Wurtemberg (la hermana de Federica estaba casada con Pablo I de Rusia, un miembro de la Casa de Holstein-Gottorp). Su cuñado, como jefe de la casa de Holstein-Gottorp, aceptó el enlace, y también se hizo cargo del patrocinio de los dos hijos Augusto y Jorge, nacidos en 1783 y 1784. El matrimonio aunque breve, fue feliz.
Federica murió a los veinte años de edad, poco después de dar a luz a su tercer hijo, que nació muerto. Inicialmente fue enterrada en la Capilla del Palacio de Eutin, pero en 1790 su cuerpo fue transferido al recién construido Mausoleo Ducal en Oldemburgo.
Su marido viudo nunca se volvió a casar. Sucedería a su primo, Guillermo, como gran duque de Oldemburgo en 1823, muchos años después de la muerte de Federica. Fue enterrado a su lado al morir en 1829.

## Descendencia
| Nombre                                           | Nacimiento          | Muerte                  | Notas |
| ------------------------------------------------ | ------------------- | ----------------------- | --- |
| Pablo Federico Augusto, gran duque de Oldemburgo | 13 de julio de 1783 | 27 de febrero de 1853   | casado por primera vez con la princesaAdelaida de Anhalt-Bernburg-Schaumburg-Hoym; tuvieron descendencia, incluyendo a Amalia de Oldemburgo quien se convirtió en reina consorte de Grecia. Por segunda vez, se casó con la princesa Ida de Anhalt-Bernburg-Schaumburg-Hoym; tuvieron descendencia. Por tercera vez, se casó con la princesa Cecilia de Suecia; tuvieron descendencia. |
| Jorge Pedro Federico de Oldemburgo               | 9 de mayo de 1784   | 27 de diciembre de 1812 | casado con la gran duquesa Catalina Pávlovna de Rusia, tuvieron descendencia. |